# Spoorlijn Oldenburg - Wilhelmshaven
De spoorlijn Oldenburg - Wilhelmshaven is een Duitse spoorlijn als spoorlijn 1522 tussen Oldenburg en Wilhelmshaven onder beheer van DB Netze.

## Geschiedenis
De lijn werd door de Großherzoglich Oldenburgischen Eisenbahn (GOE) in een gemeenschappelijk project met de landen Oldenburg en Pruisen voor het ontwikkelen van de trajecten Oldenburg - Bremen en het traject Oldenburg-Wilhelmshaven gebouwd. Het eerste traject Wilhelmshaven - Osnabrück werd op 14 juli 1867 geopend. Het tweede traject Oldenburg - Quakenbrück werd op 15 oktober 1875 geopend. Het derde traject Quakenbrück - Osnabrück-Eversburg werd op 30 juni 1876 geopend. Het gehele traject werd officieel op 15 november 1876 geopend.
In 1920 werden de trajecten van de Großherzoglich Oldenburgische Eisenbahn in de nieuw opgerichte DR opgenomen.
In november 2000 werd het regionaal personenvervoer van de DB overgenomen door de NordWestBahn. In een verdrag van 2005 werd deze concessie met twaalf jaar verlengd tot 2017.
De netbeheerder van het Duitse spoorwegnet: DB Netz AG is nog steeds eigenaar van het traject en de infrastructuur.
Tot december 2002 reed de DB nog met InterRegio-treinen op het traject Wilhelmshaven - Oldenburg en verder via Bremen naar Leipzig / Berlijn.
De NordWestBahn rijdt deze diensten sinds 2003 in opdracht van LNVG als sneltrein van Wilhelmshaven via Oldenburg naar Bremen.

## Traject
Van het traject Wilhelmshaven - Oldenburg zijn het deeltraject Wilhelmshaven - Varel het deeltraject Jaderberg - Hahn en het deeltraject Rastede - Oldenburg voorzien van dubbelspoor.
In augustus 2006 maakte de voorzitter van DB AG Hartmut Mehdorn bekend het gehele traject voor het jaar 2010 te elektrificeren en het aantal sporen uit te bouwen tot twee.
Bron:.

## Treindiensten

### Deutsche Bahn
De NordWestBahn verzorgt het vervoer op dit traject met RE en RB treinen.
| Serie | Treinsoort                      | Route                                                                             | Bijzonderheden         |
| ----- | ------------------------------- | --------------------------------------------------------------------------------- | ---------------------- |
| RE 18 | Regional-Express (NordWestBahn) | Wilhelmshaven Hbf – Oldenburg (Oldb) Hbf – Cloppenburg – Bramsche – Osnabrück Hbf |                        |
| RE 19 | Regional-Express (NordWestBahn) | Wilhelmshaven Hbf – Oldenburg (Oldb) Hbf – Hude – Delmenhorst – Bremen Hbf        | Enkele treinen per dag |
| RB 59 | Regionalbahn (NordWestBahn)     | Wilhelmshaven Hbf – Sande – Jever – Esens (Ostfriesl)                             |                        |